# Havasy Szidi
Havasy Szidi, Halvax Szidónia (Nagykanizsa, 1863. március 3. – Budapest, Józsefváros, 1943. május 13.) színésznő.

## Életútja
Halvax Károly kalapos és Kalamász Terézia leánya. Zenei tanulmányai végeztével, 1883. augusztus 8-án lépett a színpadra, Krecsányi Ignác igazgatónál, a Budai Színkörben. Előbb segédszínésznő volt, nemsokára mint jeles komikát emlegették a kolozsvári lapok, azután Szegedre és Kassára került, mindenütt kiérdemelve a közönség szeretetét. Működött még Debrecenben, Temesvárt, Budán, Pozsonyban, végül a Népoperánál. 1913. január 1-jén nyugalomba vonult, majd 1914. június 2-án Budapesten, a Ferencvárosban házasságot kötött Fenyéri Mór színésszel.

## Főbb szerepei
- Hilariusné (Baba)
- Artemizia (Furcsa háború)
- Prudhome (Felfordult világ)
- Bonivardné (Válás után)
- Adelaida (Madarász)
- Szerafina (Nagymama)
- Anais (Zaza)